# Mercè Diogène Guilera
Mercè Diogène Guilera (Perpiñán, 1922-Sant Cugat del Vallès, 18 de agosto de 2014) fue una pintora francesa.

## Biografía
Estudió en Barcelona y en Sant Cugat del Vallès, donde desde entonces residió y aprendió el arte de la tapicería con Carlos Delclaux. Durante la guerra civil española se trasladó a Marsella y terminó el aprendizaje con Bernad Dorival, Conservador del Museo de Arte Moderno de París.
Su pintura derivó del impresionismo y destacó por la calidez de las entonaciones. Sus temas preferidos fueron el paisaje y la naturaleza muerta, pero también realizó tapices de naturaleza abstracta. En 1998 fue galardonada con la Cruz de San Jorge.
Vivió durante 60 años en Valldoreix. Durante el último año, la ciudad de Sant Cugat le rindió un homenaje con varias exposiciones y la instalación del tapiz «Vibracions» en el vestíbulo del ayuntamiento.